# Tegenaria pontica
Tegenaria pontica là một loài nhện trong họ Agelenidae.
Loài này thuộc chi Tegenaria. Tegenaria pontica được miêu tả năm 1947 bởi Charitonov.